# Бона
Бона је женско име, које је у Србији настало од имена Богдан. То је и италијанско име, а среће се и у латинском језику у значењу „добро“. И у Хрватској ово име има значење „добра“, „честита“, „сретна“. У овој земљи то је ретко име и највише се среће међу становницима Јелсе (где је и најфрекфентније), Дарувара и Загреба. 

. Често се користи и као узречица у Босни: 
``Чекај, бона, тек сам устао“